# Clemir da Silva Ramos
Clemir da Silva Ramos, ou apenas Clemir Ramos, (Rio de Janeiro, 20 de dezembro de 1949) é um advogado e político brasileiro, outrora deputado federal pelo Rio de Janeiro.

## Dados biográficos
Filho de Manuel da Silva Ramos e Luísa Ida Mazza Ramos. Advogado formado pela Universidade do Estado do Rio de Janeiro em 1974, filiou-se ao MDB sendo eleito vereador no Rio de Janeiro em 1976. No curso de seu mandato filiou-se ao PDT e nesta legenda foi eleito deputado federal em 1982. Durante sua passagem por Brasília votou a favor da Emenda Dante de Oliveira em 1984 e em Tancredo Neves no Colégio Eleitoral em 1985. Nesse mesmo ano teve uma passagem rápida pelo PDC candidatando-se a prefeito do Rio de Janeiro, mas retirou a candidatura antes da eleição, regressando ao PDT. Disputou, sem sucesso, as quatro eleições seguintes para deputado federal.